# Astrid Epiney

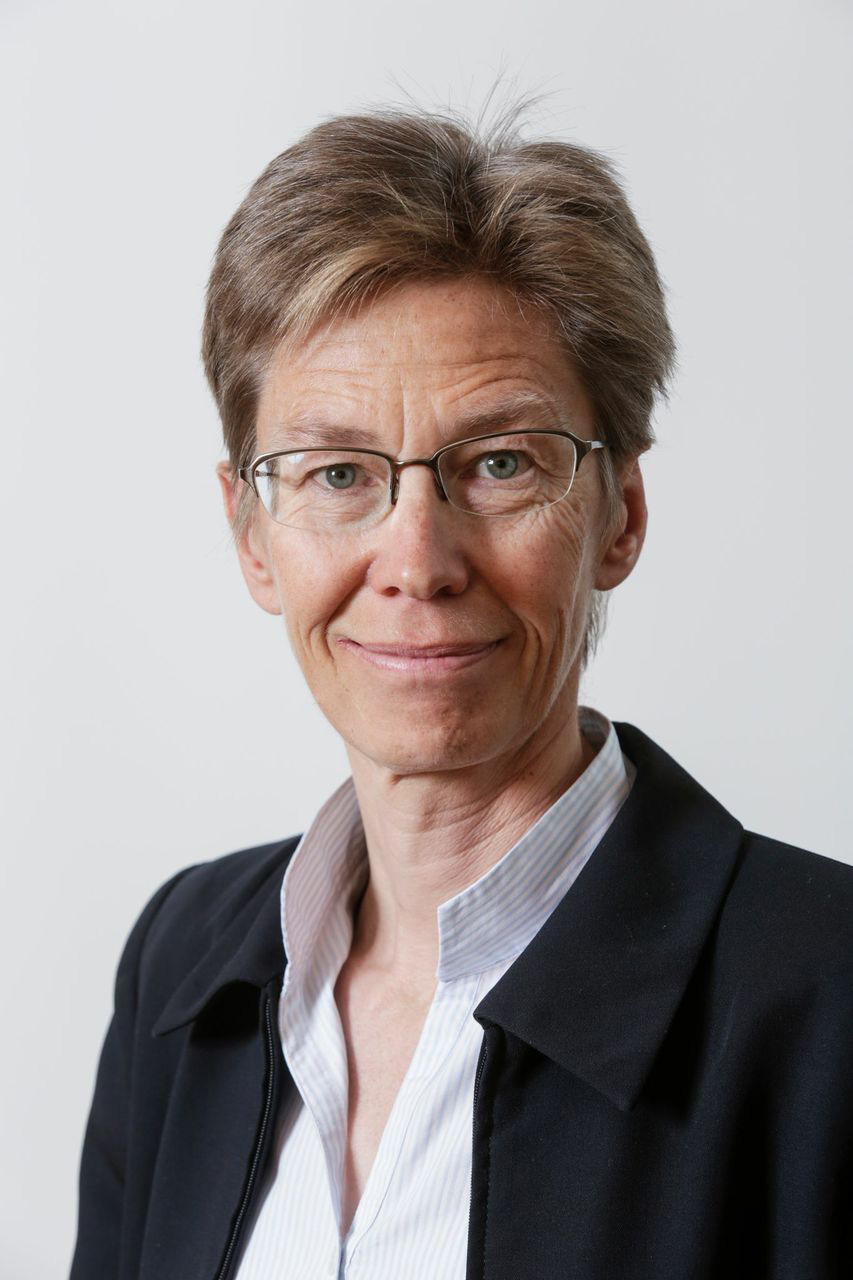
Astrid Epiney (2015)

Astrid Epiney (* 9. Juli 1965 in Mainz als Astrid Wander) ist eine deutsch-schweizerische Rechtswissenschaftlerin und Hochschullehrerin.

## Leben
Epiney studierte Rechtswissenschaften an den Universitäten Mainz und Lausanne und schloss 1989 in Mainz mit dem Ersten Juristischen Staatsexamen und 1991 in Lausanne mit dem Lizenziat ab. Im selben Jahr wurde sie bei Eckart Klein in Mainz mit einer Dissertation über „Die völkerrechtliche Verantwortlichkeit von Staaten für rechtswidriges Verhalten im Zusammenhang mit Aktionen Privater“ promoviert. 1992 erlangte sie am Europäischen Hochschulinstitut in Florenz mit der Arbeit „Der Stellenwert des Europäischen Gemeinschaftsrechts in Integrationsverträgen“ das Diplom über vergleichende europäische und internationale Rechtsstudien (Master of Laws). 1994 wurde Epiney bei Klein in Mainz mit der Schrift „Umgekehrte Diskriminierungen. Zulässigkeit und Grenzen der discrimination à rebours nach europäischem Gemeinschaftsrecht und nationalem Verfassungsrecht“ für Staatsrecht, Völkerrecht und Europarecht habilitiert. 
Im September 1994 wurde sie assoziierte und 1996 ordentliche Professorin für Völkerrecht, Europarecht und schweizerisches öffentliches Recht an der Universität Freiburg in der Schweiz. Seit 1995 ist sie geschäftsführende Direktorin des Instituts für Europarecht der Universität. Von 2005 bis 2007 war sie Dekanin der Rechtswissenschaftlichen Fakultät und von 2007 bis 2011 Vizerektorin. Für die Amtszeit vom 15. März 2015 bis 14. März 2019 ist sie zur Rektorin der Universität Freiburg gewählt. Bei der Wahl zur zweiten Amtszeit (2019–2023) konnte sich Epiney gegen ihre Konkurrentin Bernadette Charlier Pasquier durchsetzen. Im Februar 2024 übergab sie ihr Amt an die Chemieprofessorin Katharina Fromm.
Als Fachredaktorin der juristischen Fachzeitschrift Jusletter ist sie verantwortlich für das Gebiet Europarecht. Seit 2012 ist Epiney geschäftsführende Herausgeberin der Zeitschrift für Europäisches Umwelt- und Planungsrecht. Von 2012 bis 2015 präsidierte sie den Schweizerischen Wissenschafts- und Innovationsrat (SWIR; bis 2014 war der Name Schweizer Wissenschafts- und Technologierat SWTR). Astrid Epiney ist seit 2021 Präsidentin des Stiftungsrats der Schweizerischen Studienstiftung.
Epiney wurde 1995 mit dem Nationalen Latsis-Preis des Schweizerischen Nationalfonds ausgezeichnet. 2011 wurde sie zum Ritter der Ehrenlegion geschlagen. 2023 wurde sie mit dem Bundesverdienstkreuz 1. Klasse der Bundesrepublik Deutschland ausgezeichnet.
Epiney ist verheiratet und hat zwei Kinder.